# Козлов, Павел Викторович
Павел Викторович Козлов (24 января 1957, Углегорск, Сахалинская область — 12 июля 2013) — советский хоккеист, защитник. Мастер спорта СССР.

## Биография
Уроженец Углегорска (Сахалинская область), в 1961 году семья переехала в Саратов. Начинал играть в команде первой лиги «Кристалл» (1977/78 — 1979/80). Следующие 10 сезонов провёл в СК им. Салавата Юлаева / «Салавате Юлаеве», в сезонах 1980/81, 1982/83, 1985/86 — 1986/87 выступал в высшей лиге. Играл в «Ижстали» Ижевск (1990/91, один матч в первой лиге), в «Торосе» Нефтекамск (1990/91 — 1991/92).
В 2003 году перенёс инфаркт, на долгий курс реабилитации ушли все деньги семьи. В 2011 году Козлову был поставлен диагноз рак крови. В ходе объявленного сбора средсты было собрано 2 миллиона рублей из семи. Козлов прошёл курс химиотерапии в Израиле. Должен был перенести операцию по пересадке костного мозга в Санкт-Петербурге, но скончался в июле 2013 года. Похоронен на Южном кладбище Уфы.
Средний сын Никита (род. 1990) играл в низших российских лигах, двукратный обладатель Братины в составе «Тороса».